# Hrabstwo Bleckley

Piramida wieku hrabstwa

Hrabstwo Bleckley (ang. Bleckley County) – hrabstwo w stanie Georgia, w Stanach Zjednoczonych. Jego siedzibą administracyjną jest Cochran.

## Geografia
Według spisu z 2000 obszar całkowity hrabstwa obejmuje powierzchnię 219,14 mil2 (567,57 km²), z czego 217,39 mil2 (563,04 km²) stanowią lądy, a 1,74 mil2 (4,51 km²) stanowią wody. 

### Miejscowości
- Cochran
- Empire (CDP)

### Sąsiednie hrabstwa
- Hrabstwo Wilkinson (północ)
- Hrabstwo Twiggs (północ)
- Hrabstwo Laurens (wschód)
- Hrabstwo Dodge (południowy wschód)
- Hrabstwo Pulaski (południowy zachód)
- Hrabstwo Houston (zachód)

## Demografia
Według spisu z 2020 roku liczy 12 583 mieszkańców, co oznacza spadek o 3,7% w porównaniu z poprzednim spisem z roku 2010. Według danych pięcioletnich z 2021 roku 72% to biali (69,3% nie licząc Latynosów), 24,9% czarnoskórzy lub Afroamerykanie, 1,6% miało rasę mieszaną, 1,2% Azjaci i 0,2% to rdzenna ludność Ameryki. Latynosi stanowili 3,4% populacji hrabstwa.

## Religia
W 2020 roku krajobraz religijny hrabstwa zdominowany jest przez protestanckie wspólnoty baptystyczne (14 zborów) i zielonoświątkowo–ewangelikalne (8 zborów). Największym nieprotestanckim ugrupowaniem byli mormoni (1,9%).

## Polityka
Hrabstwo jest silnie republikańskie, gdzie w wyborach prezydenckich w 2020 roku, 75,8% głosów otrzymał Donald Trump i 23% przypadło dla Joe Bidena.  